# Yara Kastelijn
Yara Kastelijn (* 9. August 1997 in Deurne) ist eine niederländische Radrennfahrerin.

## Sportlicher Werdegang
In der Jugend und als Juniorin war Kastelijn im Cyclocross und im Straßenradsport erfolgreich. 2014 gewann sie bei den Juniorinnen die niederländischen Meisterschaften im Cyclocross und im Zeitfahren. Daraufhin erhielt sie einen Vertrag bei der Mannschaft Guerciotti Selle Italia NL. Nach ihrem dritten Platz im Einzelzeitfahren der Junioren-Europameisterschaft 2015 erhielt sie ein Vertragsangebot von Rabo Liv Women und wechselte nach Ablauf der Cyclocross-Saison 2015/2016 dorthin.
Im Oktober 2018 zeichnete Kastelijn einen Vertrag mit dem Cyclocross-Team Steylaerts-777, um sich voll auf diese Sportart zu konzentrieren. Zu Beginn der Saison 2019/2020 gewann sie in kurzer Folge die prestigeträchtigen Rennen Cyclocross Gavere und Koppenbergcross und wurde im italienischen Silvelle Europameisterin in der Elite. Beim Parkcross Maldegem brach sie sich zwei Wirbel an und musste die Saison vorzeitig beenden. Zur Saison 2020/2021 wechselte sie zu Creafin-Fristads, wo sie vorigen Leistungen nicht mehr bestätigen konnte.
Parallel fuhr sie ab 2020 wieder Straßenrennen bei Ciclismo Mundial, einer neu aufgestellten, hauptsächlich aus Cyclocross-Fahrerinnen bestehenden Mannschaft. Für diese gewann sie 2020 die Bergwertung in der Tour Cycliste Féminin International de l’Ardèche. Ihr Team änderte in der Folge seinen Namen in Plantur-Pura und 2023 in Fenix-Deceuninck. Bei der Tour de France Femmes 2023 gewann sie die 4. Etappe aus einer Ausreißergruppe heraus, führte drei Tage lang die Bergwertung an und wurde am Ende als kämpferischste Fahrerin ausgezeichnet. 2025 wurde sie Dritte im Gesamtklassement der Vuelta a Burgos und belegte damit erstmals das Podium eines WorldTour-Rennens.

## Erfolge

### Straße
2015
 Niederländische Junioren-Meisterin (Zeitfahren)
 Junioren-Europameisterschaft (Zeitfahren)
2020
Bergwertung Tour Cycliste Féminin International de l’Ardèche
2023
eine Etappe und  Kämpferischste Fahrerin – Tour de France Femmes

### Cyclocross
2013/2014
 Niederländische Junioren-Meisterin
2019/2020
 Europameisterin
Superprestige – Gavere
DVV Trofee – Oudenaarde
2021/2022
 Europameisterschaft